# Le Braconnier de Dieu
Pour plus de détails, voir Fiche technique et Distribution.
Le Braconnier de Dieu est un film français, réalisé par Jean-Pierre Darras, sorti en 1983. Il est adapté du roman Le Braconnier de Dieu de René Fallet.

## Synopsis
Moine depuis trente-sept ans, Frère Grégoire ne résiste pas à la tentation. Sorti pour la première fois du monastère pour remplir son devoir d'électeur, il rattrape son retard en matière de pastis et de femme... Les portes d'une nouvelle existence s'ouvrent à lui. Rendu à la vie civile, Grégoire trouve refuge dans une ferme où il rencontre un vicomte dégénéré, une bigote nymphomane, un allemand, oublié là depuis la dernière guerre, et une joyeuse bande de poivrots qu'il détourne de la bouteille grâce à une eau miraculeuse en provenance de Lourdes... 

## Fiche technique
- Réalisation : Jean-Pierre Darras
- Scénario : Henri Coupon, Jean-Pierre Darras, d'après le roman de René Fallet
- Dialogues : Henri Coupon
- Conseiller technique : Alain Nauroy
- Producteur : Marcel Albertini
- Musique : Claude Bolling
- Photographie : Pierre Petit
- Année : 1982
- Durée : 98 minutes
- Genre : comédie dramatique
- Date de sortie : 5 janvier 1983
- Box-office France : 640 263 entrées
- Affiche : Jouineau Bourduge (France)

## Distribution
- Pierre Mondy : frère Grégoire
- Annie Cordy : Jofrette
- Jean Lefebvre : Vincent Espérandieu
- Michel Galabru : Hilaire
- Daniel Ceccaldi : le père abbé
- Jean-Pierre Darras : Frisou
- Catherine Allégret : Marie-Fraise
- Corinne Lahaye : Muscade
- Rosy Varte : la première musicienne
- Odette Laure : la seconde musicienne
- Marthe Mercadier : l'hôtelière à Lourdes
- Paul Préboist : le curé
- Roger Pierre : Monsieur Martin
- Bernard Haller : Jésus Christ
- Robert Castel : le patron du bistrot
- Henri Génès : le patron du « Café de la Paix »
- Jacques Dynam : le brigadier
- Marco Perrin : le pêcheur
- Michel Modo : le président du bureau de vote
- Jacques Préboist : Joseph
- Robert Rollis : le lieutenant CRS
- Arièle Semenoff : Magali
- Jacqueline Jonquet : la prostituée
- Sylvain Rougerie : Ulysse, le vicomte
- Laetitia Lamouri : l'institutrice
- Armand Meffre : le maire
- Alain Lionel : le médecin

## Autour du film
- Ce film est l'unique réalisation de Jean-Pierre Darras.
- Dix romans de René Fallet furent adaptés au cinéma : La Grande ceinture (sous le titre Porte des Lilas), Le Triporteur, Paris au mois d'août, Les Pas perdus, Les Vieux de la vieille, Un idiot à Paris,  Il était un petit navire (sous le titre Le drapeau noir flotte sur la marmite), Le Beaujolais nouveau est arrivé et La Soupe aux choux.